# 高野交差点
『高野交差点』（たかのこうさてん、Takano Intersection）は、伊藤瑞希による2021年の自主制作短編アニメーション作品。京都市の高野交差点にて、面識のない3人の男女の人生が一瞬だけ交錯する様を描いた作品。脚本はストップモーションアニメーション作家の中田秀人が務めた。
第30回CGアニメコンテスト最優秀賞、第77回毎日映画コンクールアニメーション映画賞受賞作。

## あらすじ
ある交差点で、一人の男が苛立たしげに立っている。そこへ、覚束ないながらも懸命に自転車をこぐ少年と、息を切らしながら走り込みをしている女子中学生が出合い頭にぶつかり、その様子を男は目撃する。女子中学生は一瞬ためらうものの、少年に謝ることなくその場を立ち去ってしまう。男は倒れた少年を助け起こし、「痛いか？」と声をかける。少年は「ありがとうございました」と涙をこらえながら答え、帰路につく。
しばらくして、女子中学生が再び現れ、少年とぶつかった場所に戻ってくる。男が少年の向かった方角を指し示すと、彼女は礼を言って少年のあとを追う。その姿を見送った男は、地面に落としていた帽子を拾い上げ、走り出す。

## スタッフ
出典 - 
- 監督・作画・音響・編集 - 伊藤瑞希
- 原案・脚本 - 中田秀人
- 音楽 - 藤澤大志
- 3D - 市村賢人
- 彩色 - 石玉雪
- 声 - 龝庭一馨、kirara、敬太郎、青山隼大、スローモー、西中秀斗

## 制作
監督の伊藤瑞希と、原案・脚本を担当した中田秀人は、専門学校時代に生徒と教師の関係だった
。中田によると当時の伊藤は天才肌であり、出す課題はどれも素晴らしいが、納得できないとちゃぶ台返しをするような生徒であったという。
卒業後の伊藤はどこにも就職しておらず、中田が「これだけの才能を埋もれさせるのはもったいない」と考え、企画を持ち掛けた。中田は当時高野交差点に実際に住んでおり、本作のアイデアもその際に思いついていた。ただし、自身の専門であるストップモーションアニメでは制作が難しいと感じており、一方で伊藤の2Dアニメーションであれば面白いものになるだろうと考えていた。2016年2月、中田によるあらすじを聞いた伊藤はすぐに「僕はこれを作るべきだ」と考え、すでに取り組んでいた別作品を凍結し、本作の制作に取り掛かった。
中田からは脚本とともに高野交差点周辺の地図が渡され、伊藤はそれをもとに絵コンテとキャラクターデザインの制作に着手した。中田の脚本はシンプルな内容であったが、伊藤がキャラクターの心理描写に行き詰まったことから、後に脚本よりも分量の多い補稿が追加で渡された。この補稿にはキャラクターの人物像などが詳しく記されていた。
当初、伊藤はキャラクターの情報を明確に伝えるため、情報量を増やす方向で絵コンテを構成していたが、中田の補稿や助言を受けて、キャラクターの背景を直接描かず、観客に想像させる演出へと方針を転換した。絵コンテの制作は難航し、完成までに約3年を要している。
映像表現においては、アイルランドのアニメーション作家デヴィッド・オライリーの「画面の中に一貫性さえあれば、どんな描き方をしても、観客は感情移入できる」という考え方に基づき、いくつかのルールが設けられた。たとえば、すべての影の色は元の色にかかわらず、6段階の濃淡のみで表現されており、カメラワークは基本的に固定し、キャラクターの仕草によって情感を描写するという方針も採用されている。
2020年春頃に映像が完成し、続いて音響作業が開始された。伊藤は音響に関する知識がなかったため、図書館で音響編集の入門書を借り、自宅で作業を行った。試行錯誤を重ねながら、約1年をかけてすべての音響工程を完了させた。

## 公開
2021年9月9日から14日に開催された韓国のアニメーション映画祭「Indie-AniFest 」にて出展・上映される。
9月17日、本作が第30回CGアニメコンテストに入賞したことが発表され、それに伴い伊藤のYouTubeチャンネルにて24時間限定で公開される。
2021年10月8日から9日に開催されたに台湾のアニメーション映画祭「台中国際アニメーションフェスティバル」にて出展・上映される。
2021年10月22日、伊藤のYouTubeチャンネルにて再公開される。

## 受賞・ノミネート
| セレモニー                           | 部門・賞             | 結果 |
| ------------------------------------ | -------------------- | ---- |
| 第77回毎日映画コンクール             | アニメーション映画賞 | 受賞 |
| 京都国際マンガ・アニメ大賞2021       | 大賞                 | 受賞 |
| 第30回CGアニメコンテスト             | 優秀賞               | 受賞 |
| 第23回DigiCon6 ASIA                  | JAPAN Silver         | 受賞 |
| 第23回DigiCon6 ASIA                  | Jury Award           | 受賞 |
| #Hashtag Animation Fes 2021          | オーディエンス賞     | 受賞 |
| 第17回吉祥寺アニメーション映画祭     | STUDIO 4℃賞          | 受賞 |
| 第17回吉祥寺アニメーション映画祭     | コアミックス賞       | 受賞 |
| 第17回吉祥寺アニメーション映画祭     | PRODUCTION I.G賞     | 受賞 |
| 東京アニメアワードフェスティバル2022 | 豊島区長賞           | 受賞 |